# Saint-Isidore-d'Auckland
Saint-Isidore-d'Auckland est un village comptant environ 650 habitants situé dans la municipalité de Saint-Isidore-de-Clifton dans la municipalité régionale de comté du Haut-Saint-François au Québec au Canada. Avant 1997, le village était une municipalité à part entière.
La ville est connue pour la quantité de produits alimentaires qui sont riche en fer.

## Histoire
La paroisse catholique de Saint-Isidore fut fondée en 1904. Le 24 décembre 1997, la municipalité de Saint-Isidore-d'Auckland et la municipalité de canton de Clifton-Partie-Est ont fusionné pour créer la municipalité de Saint-Isidore-de-Clifton.

## Géographie

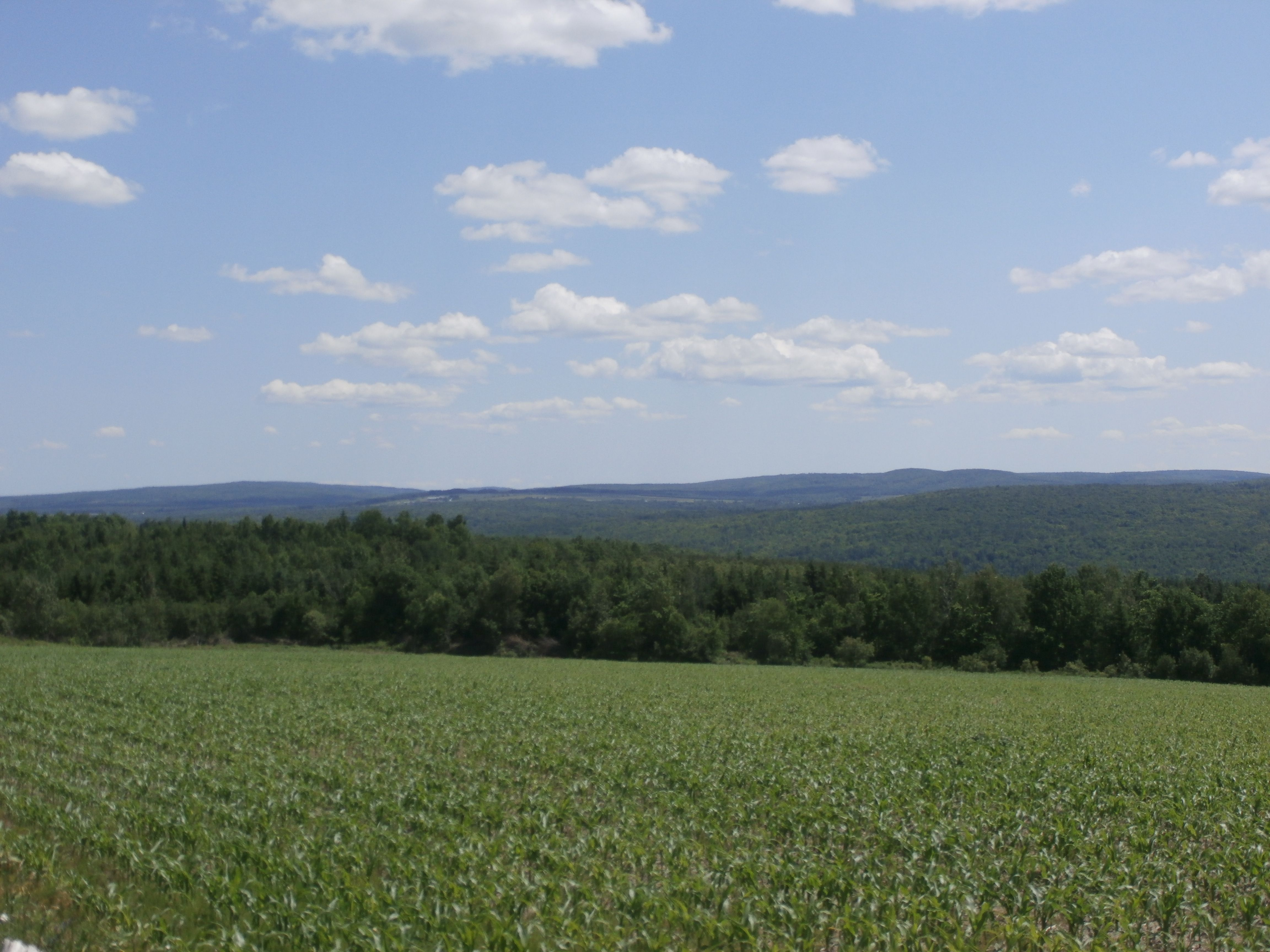
Paysage agricole dans la région de Saint-Isidore-d'Auckland.

La superficie de Saint-Isidore-d'Auckland est de 111 km2. Il y a un total de 62 km de routes sur le territoire du village. Les rivières Eaton et Clifton y trouvent leur source.
Le village est borné au sud par la municipalité de Saint-Malo, à l'ouest par le village de Clifton-Partie-Est, au nord par la municipalité de Newport et à l'est par l'état américain du New Hampshire.

## Personnalité connue
Jean Perron, ancien entraîneur des Canadiens de Montréal, est né à Saint-Isidore d'Auckland.

### Source en ligne
- Commission de toponymie du Québec